# 浜松磐田信用金庫
浜松磐田信用金庫（はままついわたしんようきんこ、英語：HAMAMATSU IWATA SHINKIN BANK）は、浜松市中央区に本店を置く大手信用金庫である。店舗や通帳などに表記される通称は浜松いわた信用金庫。

## 概要
静岡県内最大の信用金庫であり、中部地方では岡崎信用金庫に次ぐ規模を有する。
営業地区は、浜松市（中央区、浜名区、天竜区）、静岡県磐田市、袋井市、湖西市、掛川市、御前崎市、菊川市、牧之原市、島田市（旧榛原郡川根町を除く）、周智郡、榛原郡吉田町、愛知県豊橋市、北設楽郡（旧設楽町を除く）である。このうち、旧浜松信用金庫のみの地区は湖西市、島田市（旧榛原郡川根町を除く）、榛原郡吉田町、豊橋市であり、残りの地区は旧浜松信用金庫及び旧磐田信用金庫がともに営業地区としていた。
2019年1月21日に浜松市中区（現在の中央区）に本店を置き、静岡県内預金量トップの信用金庫であった浜松信用金庫と静岡県磐田市に本店を置いていた磐田信用金庫が合併して発足した。当初、両信用金庫は2019年2月をめどに対等合併すると発表していたが、しんきん共同センターのシステム更改時期や繁忙期を勘案した結果、1月21日が正式な合併日となった。本店は浜松信金本店に置き、現時点では2本部制を敷いて、将来的には集約するとした。さらに合計で93となる営業店に関しても12店が重複するが、統合には慎重で地域性を考慮するとしている。
理事長には旧浜松信用金庫の御室健一郎理事長が、副理事長には旧磐田信用金庫の高柳裕久理事長がそれぞれ就任した。
シンボルマークには、風にはためく応援フラッグをモチーフとし、「『水・緑・光』あふれる遠州地方の豊かな風土」を表現した色合いのデザインが採用された。なお、旧浜松信用金庫は、2000年代にイメージキャラクターの「はまたっち」が制定されていた。

## 沿革

### 浜松信用金庫
- 1950年（昭和25年）4月 - 浜松信用組合として設立。本店を浜松市連尺町に設置。
- 1951年（昭和26年）11月 - 浜松信用金庫に改組。
- 1952年（昭和27年）12月 - 本店を浜松市伝馬町に移転。
- 1969年（昭和44年）10月 - 本店を浜松市元城町に移転。
- 1992年（平成4年）4月 - 「はましん相談プラザ」を浜松市中沢町に設置。
- 2006年（平成18年）10月 - ICキャッシュカードを導入[8]。
- 2014年（平成26年）1月 - バンコク駐在員事務所開設[9]。

### 磐田信用金庫
- 1950年（昭和25年）
  - 4月 - 磐田信用組合として設立。
  - 5月 - 本所（磐田市中泉）、見付支所（磐田市見付）開設。
- 1951年（昭和26年）11月 - 磐田信用金庫に改組。
- 1955年（昭和30年）5月 - 本店を磐田駅前に新築移転。
- 1966年（昭和41年）12月 - 預金量100億円達成。
- 1975年（昭和50年）4月 - 預金全店オンライン開始。
- 1979年（昭和54年）8月 - 預金量1,000億円達成。
- 1986年（昭和61年）9月 - 新事務センター完成。
- 2000年（平成12年）5月 - 創立50周年。
- 2001年（平成13年）12月 - 預金量5,000億円達成。
- 2002年（平成14年）4月 - 新本店開店。
- 2010年（平成22年）
  - 5月 - 創立60周年。
  - 7月 - 預金量6,000億円達成。
- 2011年（平成23年）- 4月から9月にかけて、移動店舗車が東日本大震災被災地で活動。

### 浜松磐田信用金庫
- 2017年（平成29年）- 浜松信用金庫と磐田信用金庫が対等合併することを発表。
- 2019年（平成31年）1月 - 浜松信用金庫と磐田信用金庫が対等合併。浜松磐田信用金庫が誕生した。
- 2020年（令和2年）6月 ‐ 御室健一郎理事長（現・会長）が全国信用金庫協会会長に就任。
- 2024年（令和6年）2月26日 - この日から磁気の影響を受けにくい新しい通帳（Hi-Co通帳）を取扱開始した(Hi-Co通帳に対応していない信用金庫ATMではHi-Co通帳は使えない。) [10]。

## 旧磐田信用金庫に関する社会貢献

### 地域・社会貢献活動
社会貢献活動の一環として、子供たちの健全な金銭感覚の醸成や、金融知識の充実を図ることを目的に「いわしんお金の教室」を開催していた。職員が地域の学校に出向き、子供たちに対し「働いてお金を得る、お金を使う、お金の流れを知る」など、お金に関することについて説明している。
磐田信用金庫の営業拠点である磐田市を中心とした営業エリアの歴史や文化、自然などの魅力を地域の利用者に伝える「地域魅力発見マガジン “iズーム”」を発刊していた。本誌は同金庫の本・支店で閲覧が可能だった。

### 東日本大震災に対する対応・取組
- 2011年（平成23年）
  - 4月から9月にかけて、石巻信用金庫にて磐田信用金庫の移動店舗車が活動。
  - 5月から6月 - 災害復旧支援チームの派遣。
  - 9月 -「震災復興支援チャリティコンサート」実施。
  - 10月 -「東日本震災復興支援ボランティア活動」実施。
- 2012年（平成24年）3月 -「いわしん震災復興支援定期預金」（愛称：がんばれ東日本定期預金）の募集総額のうち0.10％に相当する額を支援資金として寄付。
- 2013年（平成25年）2月 -「震災復興チャリティコンサート」開催。

### 地域に対する文化振興活動
地域の文化振興を目的に、地元にゆかりのある音楽家を本店あいホールに迎え「いわしん あい 愛コンサート」を2005年（平成17年）より年2回開催していた。本コンサートはファンも多く、いわしんの代表的な文化振興活動として好評を得ていた。会場ではチャリティ募金を呼びかけ、全額を磐田市の文化振興基金に寄附している。2014年（平成26年）7月には、基金の一部を磐田市が使用し、楽器27台を磐田市内の中学校10校に贈呈。
また、地域の保育園児、幼稚園児、小学生、中学生を対象にした「いわしん 絵画コンテスト」を1996年（平成8年）より毎年開催していた。募集テーマは「わたしの夢」。入賞・入選者には応募作品をオリジナルカレンダーにしてプレゼントしている。

### 地域経済へのはたらきかけ

#### いわしんビジネス・コンテスト
磐田信用金庫が事務局を務める産学連携の「いわしんがんばる起業応援ネットワーク」（地元3大学、2商工会議所も参加）は、地域における創業や新規事業展開を支援するため、2002年（平成14年）から毎年「いわしんビジネス・コンテスト」を開催している。
- 募集：募集はA部門（新規創業者部門）、B部門（既存事業者部門）、C部門（学生チャレンジ部門）の3部門で行う。
- 審査：書類選考、1次審査、2次審査、最終選考会でのプレゼンテーションを経て各賞が決定される。
- 賞金：受賞者には、最優秀賞100万円、優秀賞50万円などが事業資金として磐田信用金庫から贈呈される。

#### いわしん知的財産研究会（アイキューブ）
静岡県遠州地方の中小企業等を対象に、大手企業が保有する知的財産権（開放特許）を活用した高付加価値製品の開発や販路開拓の促進を、関係団体及び行政機関等と連携して取り組む「いわしん知的財産研究会（アイキューブ）」を2014年（平成26年）5月に発足した。
- 技術的課題を大手企業へ提示し、課題解決のヒントとなる特許の紹介やアドバイスを受けるなど、開放特許を活用した新製品開発を支援。
- 知的財産権をはじめとする技術マッチングを通じて、技術課題や開発ニーズを発掘。
- 解決や事業化に結びつけるための個別相談などを行う。